# Igor' Arkad'evič Zajcev
Igor' Arkad'evič Zajcev (in russo Игорь Аркадьевич Зайцев?; Ramenskoe, 27 maggio 1938) è uno scacchista russo (sovietico fino al 1991), di origini armene. È noto con la grafia anglosassone Igor Zaitsev.

## Carriera
Il padre, Arkadij Gevorgovič Aghanian, era un ufficiale della marina. Igor' prese il cognome della madre, Anna Fëdorovna Zajceva.
Nel 1969 vinse il campionato di Mosca. Prese parte a sette campionati sovietici dal 1962 al 1991, ottenendo il miglior risultato a Riga nel 1970 (15º-16º su 126 partecipanti).
|   | a | b | c | d | e | f | g | h |   |
| 8 | a8 torre del nero · d8 donna del nero · f8 torre del nero · g8 re del nero · b7 alfiere del nero · c7 pedone del nero · e7 alfiere del nero · f7 pedone del nero · g7 pedone del nero · h7 pedone del nero · a6 pedone del nero · c6 cavallo del nero · d6 pedone del nero · f6 cavallo del nero · b5 pedone del nero · e5 pedone del nero · e4 pedone del bianco · b3 alfiere del bianco · c3 pedone del bianco · f3 cavallo del bianco · h3 pedone del bianco · a2 pedone del bianco · b2 pedone del bianco · d2 pedone del bianco · f2 pedone del bianco · g2 pedone del bianco · a1 torre del bianco · b1 cavallo del bianco · c1 alfiere del bianco · d1 donna del bianco · e1 torre del bianco · g1 re del bianco | a8 torre del nero · d8 donna del nero · f8 torre del nero · g8 re del nero · b7 alfiere del nero · c7 pedone del nero · e7 alfiere del nero · f7 pedone del nero · g7 pedone del nero · h7 pedone del nero · a6 pedone del nero · c6 cavallo del nero · d6 pedone del nero · f6 cavallo del nero · b5 pedone del nero · e5 pedone del nero · e4 pedone del bianco · b3 alfiere del bianco · c3 pedone del bianco · f3 cavallo del bianco · h3 pedone del bianco · a2 pedone del bianco · b2 pedone del bianco · d2 pedone del bianco · f2 pedone del bianco · g2 pedone del bianco · a1 torre del bianco · b1 cavallo del bianco · c1 alfiere del bianco · d1 donna del bianco · e1 torre del bianco · g1 re del bianco | a8 torre del nero · d8 donna del nero · f8 torre del nero · g8 re del nero · b7 alfiere del nero · c7 pedone del nero · e7 alfiere del nero · f7 pedone del nero · g7 pedone del nero · h7 pedone del nero · a6 pedone del nero · c6 cavallo del nero · d6 pedone del nero · f6 cavallo del nero · b5 pedone del nero · e5 pedone del nero · e4 pedone del bianco · b3 alfiere del bianco · c3 pedone del bianco · f3 cavallo del bianco · h3 pedone del bianco · a2 pedone del bianco · b2 pedone del bianco · d2 pedone del bianco · f2 pedone del bianco · g2 pedone del bianco · a1 torre del bianco · b1 cavallo del bianco · c1 alfiere del bianco · d1 donna del bianco · e1 torre del bianco · g1 re del bianco | a8 torre del nero · d8 donna del nero · f8 torre del nero · g8 re del nero · b7 alfiere del nero · c7 pedone del nero · e7 alfiere del nero · f7 pedone del nero · g7 pedone del nero · h7 pedone del nero · a6 pedone del nero · c6 cavallo del nero · d6 pedone del nero · f6 cavallo del nero · b5 pedone del nero · e5 pedone del nero · e4 pedone del bianco · b3 alfiere del bianco · c3 pedone del bianco · f3 cavallo del bianco · h3 pedone del bianco · a2 pedone del bianco · b2 pedone del bianco · d2 pedone del bianco · f2 pedone del bianco · g2 pedone del bianco · a1 torre del bianco · b1 cavallo del bianco · c1 alfiere del bianco · d1 donna del bianco · e1 torre del bianco · g1 re del bianco | a8 torre del nero · d8 donna del nero · f8 torre del nero · g8 re del nero · b7 alfiere del nero · c7 pedone del nero · e7 alfiere del nero · f7 pedone del nero · g7 pedone del nero · h7 pedone del nero · a6 pedone del nero · c6 cavallo del nero · d6 pedone del nero · f6 cavallo del nero · b5 pedone del nero · e5 pedone del nero · e4 pedone del bianco · b3 alfiere del bianco · c3 pedone del bianco · f3 cavallo del bianco · h3 pedone del bianco · a2 pedone del bianco · b2 pedone del bianco · d2 pedone del bianco · f2 pedone del bianco · g2 pedone del bianco · a1 torre del bianco · b1 cavallo del bianco · c1 alfiere del bianco · d1 donna del bianco · e1 torre del bianco · g1 re del bianco | a8 torre del nero · d8 donna del nero · f8 torre del nero · g8 re del nero · b7 alfiere del nero · c7 pedone del nero · e7 alfiere del nero · f7 pedone del nero · g7 pedone del nero · h7 pedone del nero · a6 pedone del nero · c6 cavallo del nero · d6 pedone del nero · f6 cavallo del nero · b5 pedone del nero · e5 pedone del nero · e4 pedone del bianco · b3 alfiere del bianco · c3 pedone del bianco · f3 cavallo del bianco · h3 pedone del bianco · a2 pedone del bianco · b2 pedone del bianco · d2 pedone del bianco · f2 pedone del bianco · g2 pedone del bianco · a1 torre del bianco · b1 cavallo del bianco · c1 alfiere del bianco · d1 donna del bianco · e1 torre del bianco · g1 re del bianco | a8 torre del nero · d8 donna del nero · f8 torre del nero · g8 re del nero · b7 alfiere del nero · c7 pedone del nero · e7 alfiere del nero · f7 pedone del nero · g7 pedone del nero · h7 pedone del nero · a6 pedone del nero · c6 cavallo del nero · d6 pedone del nero · f6 cavallo del nero · b5 pedone del nero · e5 pedone del nero · e4 pedone del bianco · b3 alfiere del bianco · c3 pedone del bianco · f3 cavallo del bianco · h3 pedone del bianco · a2 pedone del bianco · b2 pedone del bianco · d2 pedone del bianco · f2 pedone del bianco · g2 pedone del bianco · a1 torre del bianco · b1 cavallo del bianco · c1 alfiere del bianco · d1 donna del bianco · e1 torre del bianco · g1 re del bianco | a8 torre del nero · d8 donna del nero · f8 torre del nero · g8 re del nero · b7 alfiere del nero · c7 pedone del nero · e7 alfiere del nero · f7 pedone del nero · g7 pedone del nero · h7 pedone del nero · a6 pedone del nero · c6 cavallo del nero · d6 pedone del nero · f6 cavallo del nero · b5 pedone del nero · e5 pedone del nero · e4 pedone del bianco · b3 alfiere del bianco · c3 pedone del bianco · f3 cavallo del bianco · h3 pedone del bianco · a2 pedone del bianco · b2 pedone del bianco · d2 pedone del bianco · f2 pedone del bianco · g2 pedone del bianco · a1 torre del bianco · b1 cavallo del bianco · c1 alfiere del bianco · d1 donna del bianco · e1 torre del bianco · g1 re del bianco | 8 |
| 7 | a8 torre del nero · d8 donna del nero · f8 torre del nero · g8 re del nero · b7 alfiere del nero · c7 pedone del nero · e7 alfiere del nero · f7 pedone del nero · g7 pedone del nero · h7 pedone del nero · a6 pedone del nero · c6 cavallo del nero · d6 pedone del nero · f6 cavallo del nero · b5 pedone del nero · e5 pedone del nero · e4 pedone del bianco · b3 alfiere del bianco · c3 pedone del bianco · f3 cavallo del bianco · h3 pedone del bianco · a2 pedone del bianco · b2 pedone del bianco · d2 pedone del bianco · f2 pedone del bianco · g2 pedone del bianco · a1 torre del bianco · b1 cavallo del bianco · c1 alfiere del bianco · d1 donna del bianco · e1 torre del bianco · g1 re del bianco | a8 torre del nero · d8 donna del nero · f8 torre del nero · g8 re del nero · b7 alfiere del nero · c7 pedone del nero · e7 alfiere del nero · f7 pedone del nero · g7 pedone del nero · h7 pedone del nero · a6 pedone del nero · c6 cavallo del nero · d6 pedone del nero · f6 cavallo del nero · b5 pedone del nero · e5 pedone del nero · e4 pedone del bianco · b3 alfiere del bianco · c3 pedone del bianco · f3 cavallo del bianco · h3 pedone del bianco · a2 pedone del bianco · b2 pedone del bianco · d2 pedone del bianco · f2 pedone del bianco · g2 pedone del bianco · a1 torre del bianco · b1 cavallo del bianco · c1 alfiere del bianco · d1 donna del bianco · e1 torre del bianco · g1 re del bianco | a8 torre del nero · d8 donna del nero · f8 torre del nero · g8 re del nero · b7 alfiere del nero · c7 pedone del nero · e7 alfiere del nero · f7 pedone del nero · g7 pedone del nero · h7 pedone del nero · a6 pedone del nero · c6 cavallo del nero · d6 pedone del nero · f6 cavallo del nero · b5 pedone del nero · e5 pedone del nero · e4 pedone del bianco · b3 alfiere del bianco · c3 pedone del bianco · f3 cavallo del bianco · h3 pedone del bianco · a2 pedone del bianco · b2 pedone del bianco · d2 pedone del bianco · f2 pedone del bianco · g2 pedone del bianco · a1 torre del bianco · b1 cavallo del bianco · c1 alfiere del bianco · d1 donna del bianco · e1 torre del bianco · g1 re del bianco | a8 torre del nero · d8 donna del nero · f8 torre del nero · g8 re del nero · b7 alfiere del nero · c7 pedone del nero · e7 alfiere del nero · f7 pedone del nero · g7 pedone del nero · h7 pedone del nero · a6 pedone del nero · c6 cavallo del nero · d6 pedone del nero · f6 cavallo del nero · b5 pedone del nero · e5 pedone del nero · e4 pedone del bianco · b3 alfiere del bianco · c3 pedone del bianco · f3 cavallo del bianco · h3 pedone del bianco · a2 pedone del bianco · b2 pedone del bianco · d2 pedone del bianco · f2 pedone del bianco · g2 pedone del bianco · a1 torre del bianco · b1 cavallo del bianco · c1 alfiere del bianco · d1 donna del bianco · e1 torre del bianco · g1 re del bianco | a8 torre del nero · d8 donna del nero · f8 torre del nero · g8 re del nero · b7 alfiere del nero · c7 pedone del nero · e7 alfiere del nero · f7 pedone del nero · g7 pedone del nero · h7 pedone del nero · a6 pedone del nero · c6 cavallo del nero · d6 pedone del nero · f6 cavallo del nero · b5 pedone del nero · e5 pedone del nero · e4 pedone del bianco · b3 alfiere del bianco · c3 pedone del bianco · f3 cavallo del bianco · h3 pedone del bianco · a2 pedone del bianco · b2 pedone del bianco · d2 pedone del bianco · f2 pedone del bianco · g2 pedone del bianco · a1 torre del bianco · b1 cavallo del bianco · c1 alfiere del bianco · d1 donna del bianco · e1 torre del bianco · g1 re del bianco | a8 torre del nero · d8 donna del nero · f8 torre del nero · g8 re del nero · b7 alfiere del nero · c7 pedone del nero · e7 alfiere del nero · f7 pedone del nero · g7 pedone del nero · h7 pedone del nero · a6 pedone del nero · c6 cavallo del nero · d6 pedone del nero · f6 cavallo del nero · b5 pedone del nero · e5 pedone del nero · e4 pedone del bianco · b3 alfiere del bianco · c3 pedone del bianco · f3 cavallo del bianco · h3 pedone del bianco · a2 pedone del bianco · b2 pedone del bianco · d2 pedone del bianco · f2 pedone del bianco · g2 pedone del bianco · a1 torre del bianco · b1 cavallo del bianco · c1 alfiere del bianco · d1 donna del bianco · e1 torre del bianco · g1 re del bianco | a8 torre del nero · d8 donna del nero · f8 torre del nero · g8 re del nero · b7 alfiere del nero · c7 pedone del nero · e7 alfiere del nero · f7 pedone del nero · g7 pedone del nero · h7 pedone del nero · a6 pedone del nero · c6 cavallo del nero · d6 pedone del nero · f6 cavallo del nero · b5 pedone del nero · e5 pedone del nero · e4 pedone del bianco · b3 alfiere del bianco · c3 pedone del bianco · f3 cavallo del bianco · h3 pedone del bianco · a2 pedone del bianco · b2 pedone del bianco · d2 pedone del bianco · f2 pedone del bianco · g2 pedone del bianco · a1 torre del bianco · b1 cavallo del bianco · c1 alfiere del bianco · d1 donna del bianco · e1 torre del bianco · g1 re del bianco | a8 torre del nero · d8 donna del nero · f8 torre del nero · g8 re del nero · b7 alfiere del nero · c7 pedone del nero · e7 alfiere del nero · f7 pedone del nero · g7 pedone del nero · h7 pedone del nero · a6 pedone del nero · c6 cavallo del nero · d6 pedone del nero · f6 cavallo del nero · b5 pedone del nero · e5 pedone del nero · e4 pedone del bianco · b3 alfiere del bianco · c3 pedone del bianco · f3 cavallo del bianco · h3 pedone del bianco · a2 pedone del bianco · b2 pedone del bianco · d2 pedone del bianco · f2 pedone del bianco · g2 pedone del bianco · a1 torre del bianco · b1 cavallo del bianco · c1 alfiere del bianco · d1 donna del bianco · e1 torre del bianco · g1 re del bianco | 7 |
| 6 | a8 torre del nero · d8 donna del nero · f8 torre del nero · g8 re del nero · b7 alfiere del nero · c7 pedone del nero · e7 alfiere del nero · f7 pedone del nero · g7 pedone del nero · h7 pedone del nero · a6 pedone del nero · c6 cavallo del nero · d6 pedone del nero · f6 cavallo del nero · b5 pedone del nero · e5 pedone del nero · e4 pedone del bianco · b3 alfiere del bianco · c3 pedone del bianco · f3 cavallo del bianco · h3 pedone del bianco · a2 pedone del bianco · b2 pedone del bianco · d2 pedone del bianco · f2 pedone del bianco · g2 pedone del bianco · a1 torre del bianco · b1 cavallo del bianco · c1 alfiere del bianco · d1 donna del bianco · e1 torre del bianco · g1 re del bianco | a8 torre del nero · d8 donna del nero · f8 torre del nero · g8 re del nero · b7 alfiere del nero · c7 pedone del nero · e7 alfiere del nero · f7 pedone del nero · g7 pedone del nero · h7 pedone del nero · a6 pedone del nero · c6 cavallo del nero · d6 pedone del nero · f6 cavallo del nero · b5 pedone del nero · e5 pedone del nero · e4 pedone del bianco · b3 alfiere del bianco · c3 pedone del bianco · f3 cavallo del bianco · h3 pedone del bianco · a2 pedone del bianco · b2 pedone del bianco · d2 pedone del bianco · f2 pedone del bianco · g2 pedone del bianco · a1 torre del bianco · b1 cavallo del bianco · c1 alfiere del bianco · d1 donna del bianco · e1 torre del bianco · g1 re del bianco | a8 torre del nero · d8 donna del nero · f8 torre del nero · g8 re del nero · b7 alfiere del nero · c7 pedone del nero · e7 alfiere del nero · f7 pedone del nero · g7 pedone del nero · h7 pedone del nero · a6 pedone del nero · c6 cavallo del nero · d6 pedone del nero · f6 cavallo del nero · b5 pedone del nero · e5 pedone del nero · e4 pedone del bianco · b3 alfiere del bianco · c3 pedone del bianco · f3 cavallo del bianco · h3 pedone del bianco · a2 pedone del bianco · b2 pedone del bianco · d2 pedone del bianco · f2 pedone del bianco · g2 pedone del bianco · a1 torre del bianco · b1 cavallo del bianco · c1 alfiere del bianco · d1 donna del bianco · e1 torre del bianco · g1 re del bianco | a8 torre del nero · d8 donna del nero · f8 torre del nero · g8 re del nero · b7 alfiere del nero · c7 pedone del nero · e7 alfiere del nero · f7 pedone del nero · g7 pedone del nero · h7 pedone del nero · a6 pedone del nero · c6 cavallo del nero · d6 pedone del nero · f6 cavallo del nero · b5 pedone del nero · e5 pedone del nero · e4 pedone del bianco · b3 alfiere del bianco · c3 pedone del bianco · f3 cavallo del bianco · h3 pedone del bianco · a2 pedone del bianco · b2 pedone del bianco · d2 pedone del bianco · f2 pedone del bianco · g2 pedone del bianco · a1 torre del bianco · b1 cavallo del bianco · c1 alfiere del bianco · d1 donna del bianco · e1 torre del bianco · g1 re del bianco | a8 torre del nero · d8 donna del nero · f8 torre del nero · g8 re del nero · b7 alfiere del nero · c7 pedone del nero · e7 alfiere del nero · f7 pedone del nero · g7 pedone del nero · h7 pedone del nero · a6 pedone del nero · c6 cavallo del nero · d6 pedone del nero · f6 cavallo del nero · b5 pedone del nero · e5 pedone del nero · e4 pedone del bianco · b3 alfiere del bianco · c3 pedone del bianco · f3 cavallo del bianco · h3 pedone del bianco · a2 pedone del bianco · b2 pedone del bianco · d2 pedone del bianco · f2 pedone del bianco · g2 pedone del bianco · a1 torre del bianco · b1 cavallo del bianco · c1 alfiere del bianco · d1 donna del bianco · e1 torre del bianco · g1 re del bianco | a8 torre del nero · d8 donna del nero · f8 torre del nero · g8 re del nero · b7 alfiere del nero · c7 pedone del nero · e7 alfiere del nero · f7 pedone del nero · g7 pedone del nero · h7 pedone del nero · a6 pedone del nero · c6 cavallo del nero · d6 pedone del nero · f6 cavallo del nero · b5 pedone del nero · e5 pedone del nero · e4 pedone del bianco · b3 alfiere del bianco · c3 pedone del bianco · f3 cavallo del bianco · h3 pedone del bianco · a2 pedone del bianco · b2 pedone del bianco · d2 pedone del bianco · f2 pedone del bianco · g2 pedone del bianco · a1 torre del bianco · b1 cavallo del bianco · c1 alfiere del bianco · d1 donna del bianco · e1 torre del bianco · g1 re del bianco | a8 torre del nero · d8 donna del nero · f8 torre del nero · g8 re del nero · b7 alfiere del nero · c7 pedone del nero · e7 alfiere del nero · f7 pedone del nero · g7 pedone del nero · h7 pedone del nero · a6 pedone del nero · c6 cavallo del nero · d6 pedone del nero · f6 cavallo del nero · b5 pedone del nero · e5 pedone del nero · e4 pedone del bianco · b3 alfiere del bianco · c3 pedone del bianco · f3 cavallo del bianco · h3 pedone del bianco · a2 pedone del bianco · b2 pedone del bianco · d2 pedone del bianco · f2 pedone del bianco · g2 pedone del bianco · a1 torre del bianco · b1 cavallo del bianco · c1 alfiere del bianco · d1 donna del bianco · e1 torre del bianco · g1 re del bianco | a8 torre del nero · d8 donna del nero · f8 torre del nero · g8 re del nero · b7 alfiere del nero · c7 pedone del nero · e7 alfiere del nero · f7 pedone del nero · g7 pedone del nero · h7 pedone del nero · a6 pedone del nero · c6 cavallo del nero · d6 pedone del nero · f6 cavallo del nero · b5 pedone del nero · e5 pedone del nero · e4 pedone del bianco · b3 alfiere del bianco · c3 pedone del bianco · f3 cavallo del bianco · h3 pedone del bianco · a2 pedone del bianco · b2 pedone del bianco · d2 pedone del bianco · f2 pedone del bianco · g2 pedone del bianco · a1 torre del bianco · b1 cavallo del bianco · c1 alfiere del bianco · d1 donna del bianco · e1 torre del bianco · g1 re del bianco | 6 |
| 5 | a8 torre del nero · d8 donna del nero · f8 torre del nero · g8 re del nero · b7 alfiere del nero · c7 pedone del nero · e7 alfiere del nero · f7 pedone del nero · g7 pedone del nero · h7 pedone del nero · a6 pedone del nero · c6 cavallo del nero · d6 pedone del nero · f6 cavallo del nero · b5 pedone del nero · e5 pedone del nero · e4 pedone del bianco · b3 alfiere del bianco · c3 pedone del bianco · f3 cavallo del bianco · h3 pedone del bianco · a2 pedone del bianco · b2 pedone del bianco · d2 pedone del bianco · f2 pedone del bianco · g2 pedone del bianco · a1 torre del bianco · b1 cavallo del bianco · c1 alfiere del bianco · d1 donna del bianco · e1 torre del bianco · g1 re del bianco | a8 torre del nero · d8 donna del nero · f8 torre del nero · g8 re del nero · b7 alfiere del nero · c7 pedone del nero · e7 alfiere del nero · f7 pedone del nero · g7 pedone del nero · h7 pedone del nero · a6 pedone del nero · c6 cavallo del nero · d6 pedone del nero · f6 cavallo del nero · b5 pedone del nero · e5 pedone del nero · e4 pedone del bianco · b3 alfiere del bianco · c3 pedone del bianco · f3 cavallo del bianco · h3 pedone del bianco · a2 pedone del bianco · b2 pedone del bianco · d2 pedone del bianco · f2 pedone del bianco · g2 pedone del bianco · a1 torre del bianco · b1 cavallo del bianco · c1 alfiere del bianco · d1 donna del bianco · e1 torre del bianco · g1 re del bianco | a8 torre del nero · d8 donna del nero · f8 torre del nero · g8 re del nero · b7 alfiere del nero · c7 pedone del nero · e7 alfiere del nero · f7 pedone del nero · g7 pedone del nero · h7 pedone del nero · a6 pedone del nero · c6 cavallo del nero · d6 pedone del nero · f6 cavallo del nero · b5 pedone del nero · e5 pedone del nero · e4 pedone del bianco · b3 alfiere del bianco · c3 pedone del bianco · f3 cavallo del bianco · h3 pedone del bianco · a2 pedone del bianco · b2 pedone del bianco · d2 pedone del bianco · f2 pedone del bianco · g2 pedone del bianco · a1 torre del bianco · b1 cavallo del bianco · c1 alfiere del bianco · d1 donna del bianco · e1 torre del bianco · g1 re del bianco | a8 torre del nero · d8 donna del nero · f8 torre del nero · g8 re del nero · b7 alfiere del nero · c7 pedone del nero · e7 alfiere del nero · f7 pedone del nero · g7 pedone del nero · h7 pedone del nero · a6 pedone del nero · c6 cavallo del nero · d6 pedone del nero · f6 cavallo del nero · b5 pedone del nero · e5 pedone del nero · e4 pedone del bianco · b3 alfiere del bianco · c3 pedone del bianco · f3 cavallo del bianco · h3 pedone del bianco · a2 pedone del bianco · b2 pedone del bianco · d2 pedone del bianco · f2 pedone del bianco · g2 pedone del bianco · a1 torre del bianco · b1 cavallo del bianco · c1 alfiere del bianco · d1 donna del bianco · e1 torre del bianco · g1 re del bianco | a8 torre del nero · d8 donna del nero · f8 torre del nero · g8 re del nero · b7 alfiere del nero · c7 pedone del nero · e7 alfiere del nero · f7 pedone del nero · g7 pedone del nero · h7 pedone del nero · a6 pedone del nero · c6 cavallo del nero · d6 pedone del nero · f6 cavallo del nero · b5 pedone del nero · e5 pedone del nero · e4 pedone del bianco · b3 alfiere del bianco · c3 pedone del bianco · f3 cavallo del bianco · h3 pedone del bianco · a2 pedone del bianco · b2 pedone del bianco · d2 pedone del bianco · f2 pedone del bianco · g2 pedone del bianco · a1 torre del bianco · b1 cavallo del bianco · c1 alfiere del bianco · d1 donna del bianco · e1 torre del bianco · g1 re del bianco | a8 torre del nero · d8 donna del nero · f8 torre del nero · g8 re del nero · b7 alfiere del nero · c7 pedone del nero · e7 alfiere del nero · f7 pedone del nero · g7 pedone del nero · h7 pedone del nero · a6 pedone del nero · c6 cavallo del nero · d6 pedone del nero · f6 cavallo del nero · b5 pedone del nero · e5 pedone del nero · e4 pedone del bianco · b3 alfiere del bianco · c3 pedone del bianco · f3 cavallo del bianco · h3 pedone del bianco · a2 pedone del bianco · b2 pedone del bianco · d2 pedone del bianco · f2 pedone del bianco · g2 pedone del bianco · a1 torre del bianco · b1 cavallo del bianco · c1 alfiere del bianco · d1 donna del bianco · e1 torre del bianco · g1 re del bianco | a8 torre del nero · d8 donna del nero · f8 torre del nero · g8 re del nero · b7 alfiere del nero · c7 pedone del nero · e7 alfiere del nero · f7 pedone del nero · g7 pedone del nero · h7 pedone del nero · a6 pedone del nero · c6 cavallo del nero · d6 pedone del nero · f6 cavallo del nero · b5 pedone del nero · e5 pedone del nero · e4 pedone del bianco · b3 alfiere del bianco · c3 pedone del bianco · f3 cavallo del bianco · h3 pedone del bianco · a2 pedone del bianco · b2 pedone del bianco · d2 pedone del bianco · f2 pedone del bianco · g2 pedone del bianco · a1 torre del bianco · b1 cavallo del bianco · c1 alfiere del bianco · d1 donna del bianco · e1 torre del bianco · g1 re del bianco | a8 torre del nero · d8 donna del nero · f8 torre del nero · g8 re del nero · b7 alfiere del nero · c7 pedone del nero · e7 alfiere del nero · f7 pedone del nero · g7 pedone del nero · h7 pedone del nero · a6 pedone del nero · c6 cavallo del nero · d6 pedone del nero · f6 cavallo del nero · b5 pedone del nero · e5 pedone del nero · e4 pedone del bianco · b3 alfiere del bianco · c3 pedone del bianco · f3 cavallo del bianco · h3 pedone del bianco · a2 pedone del bianco · b2 pedone del bianco · d2 pedone del bianco · f2 pedone del bianco · g2 pedone del bianco · a1 torre del bianco · b1 cavallo del bianco · c1 alfiere del bianco · d1 donna del bianco · e1 torre del bianco · g1 re del bianco | 5 |
| 4 | a8 torre del nero · d8 donna del nero · f8 torre del nero · g8 re del nero · b7 alfiere del nero · c7 pedone del nero · e7 alfiere del nero · f7 pedone del nero · g7 pedone del nero · h7 pedone del nero · a6 pedone del nero · c6 cavallo del nero · d6 pedone del nero · f6 cavallo del nero · b5 pedone del nero · e5 pedone del nero · e4 pedone del bianco · b3 alfiere del bianco · c3 pedone del bianco · f3 cavallo del bianco · h3 pedone del bianco · a2 pedone del bianco · b2 pedone del bianco · d2 pedone del bianco · f2 pedone del bianco · g2 pedone del bianco · a1 torre del bianco · b1 cavallo del bianco · c1 alfiere del bianco · d1 donna del bianco · e1 torre del bianco · g1 re del bianco | a8 torre del nero · d8 donna del nero · f8 torre del nero · g8 re del nero · b7 alfiere del nero · c7 pedone del nero · e7 alfiere del nero · f7 pedone del nero · g7 pedone del nero · h7 pedone del nero · a6 pedone del nero · c6 cavallo del nero · d6 pedone del nero · f6 cavallo del nero · b5 pedone del nero · e5 pedone del nero · e4 pedone del bianco · b3 alfiere del bianco · c3 pedone del bianco · f3 cavallo del bianco · h3 pedone del bianco · a2 pedone del bianco · b2 pedone del bianco · d2 pedone del bianco · f2 pedone del bianco · g2 pedone del bianco · a1 torre del bianco · b1 cavallo del bianco · c1 alfiere del bianco · d1 donna del bianco · e1 torre del bianco · g1 re del bianco | a8 torre del nero · d8 donna del nero · f8 torre del nero · g8 re del nero · b7 alfiere del nero · c7 pedone del nero · e7 alfiere del nero · f7 pedone del nero · g7 pedone del nero · h7 pedone del nero · a6 pedone del nero · c6 cavallo del nero · d6 pedone del nero · f6 cavallo del nero · b5 pedone del nero · e5 pedone del nero · e4 pedone del bianco · b3 alfiere del bianco · c3 pedone del bianco · f3 cavallo del bianco · h3 pedone del bianco · a2 pedone del bianco · b2 pedone del bianco · d2 pedone del bianco · f2 pedone del bianco · g2 pedone del bianco · a1 torre del bianco · b1 cavallo del bianco · c1 alfiere del bianco · d1 donna del bianco · e1 torre del bianco · g1 re del bianco | a8 torre del nero · d8 donna del nero · f8 torre del nero · g8 re del nero · b7 alfiere del nero · c7 pedone del nero · e7 alfiere del nero · f7 pedone del nero · g7 pedone del nero · h7 pedone del nero · a6 pedone del nero · c6 cavallo del nero · d6 pedone del nero · f6 cavallo del nero · b5 pedone del nero · e5 pedone del nero · e4 pedone del bianco · b3 alfiere del bianco · c3 pedone del bianco · f3 cavallo del bianco · h3 pedone del bianco · a2 pedone del bianco · b2 pedone del bianco · d2 pedone del bianco · f2 pedone del bianco · g2 pedone del bianco · a1 torre del bianco · b1 cavallo del bianco · c1 alfiere del bianco · d1 donna del bianco · e1 torre del bianco · g1 re del bianco | a8 torre del nero · d8 donna del nero · f8 torre del nero · g8 re del nero · b7 alfiere del nero · c7 pedone del nero · e7 alfiere del nero · f7 pedone del nero · g7 pedone del nero · h7 pedone del nero · a6 pedone del nero · c6 cavallo del nero · d6 pedone del nero · f6 cavallo del nero · b5 pedone del nero · e5 pedone del nero · e4 pedone del bianco · b3 alfiere del bianco · c3 pedone del bianco · f3 cavallo del bianco · h3 pedone del bianco · a2 pedone del bianco · b2 pedone del bianco · d2 pedone del bianco · f2 pedone del bianco · g2 pedone del bianco · a1 torre del bianco · b1 cavallo del bianco · c1 alfiere del bianco · d1 donna del bianco · e1 torre del bianco · g1 re del bianco | a8 torre del nero · d8 donna del nero · f8 torre del nero · g8 re del nero · b7 alfiere del nero · c7 pedone del nero · e7 alfiere del nero · f7 pedone del nero · g7 pedone del nero · h7 pedone del nero · a6 pedone del nero · c6 cavallo del nero · d6 pedone del nero · f6 cavallo del nero · b5 pedone del nero · e5 pedone del nero · e4 pedone del bianco · b3 alfiere del bianco · c3 pedone del bianco · f3 cavallo del bianco · h3 pedone del bianco · a2 pedone del bianco · b2 pedone del bianco · d2 pedone del bianco · f2 pedone del bianco · g2 pedone del bianco · a1 torre del bianco · b1 cavallo del bianco · c1 alfiere del bianco · d1 donna del bianco · e1 torre del bianco · g1 re del bianco | a8 torre del nero · d8 donna del nero · f8 torre del nero · g8 re del nero · b7 alfiere del nero · c7 pedone del nero · e7 alfiere del nero · f7 pedone del nero · g7 pedone del nero · h7 pedone del nero · a6 pedone del nero · c6 cavallo del nero · d6 pedone del nero · f6 cavallo del nero · b5 pedone del nero · e5 pedone del nero · e4 pedone del bianco · b3 alfiere del bianco · c3 pedone del bianco · f3 cavallo del bianco · h3 pedone del bianco · a2 pedone del bianco · b2 pedone del bianco · d2 pedone del bianco · f2 pedone del bianco · g2 pedone del bianco · a1 torre del bianco · b1 cavallo del bianco · c1 alfiere del bianco · d1 donna del bianco · e1 torre del bianco · g1 re del bianco | a8 torre del nero · d8 donna del nero · f8 torre del nero · g8 re del nero · b7 alfiere del nero · c7 pedone del nero · e7 alfiere del nero · f7 pedone del nero · g7 pedone del nero · h7 pedone del nero · a6 pedone del nero · c6 cavallo del nero · d6 pedone del nero · f6 cavallo del nero · b5 pedone del nero · e5 pedone del nero · e4 pedone del bianco · b3 alfiere del bianco · c3 pedone del bianco · f3 cavallo del bianco · h3 pedone del bianco · a2 pedone del bianco · b2 pedone del bianco · d2 pedone del bianco · f2 pedone del bianco · g2 pedone del bianco · a1 torre del bianco · b1 cavallo del bianco · c1 alfiere del bianco · d1 donna del bianco · e1 torre del bianco · g1 re del bianco | 4 |
| 3 | a8 torre del nero · d8 donna del nero · f8 torre del nero · g8 re del nero · b7 alfiere del nero · c7 pedone del nero · e7 alfiere del nero · f7 pedone del nero · g7 pedone del nero · h7 pedone del nero · a6 pedone del nero · c6 cavallo del nero · d6 pedone del nero · f6 cavallo del nero · b5 pedone del nero · e5 pedone del nero · e4 pedone del bianco · b3 alfiere del bianco · c3 pedone del bianco · f3 cavallo del bianco · h3 pedone del bianco · a2 pedone del bianco · b2 pedone del bianco · d2 pedone del bianco · f2 pedone del bianco · g2 pedone del bianco · a1 torre del bianco · b1 cavallo del bianco · c1 alfiere del bianco · d1 donna del bianco · e1 torre del bianco · g1 re del bianco | a8 torre del nero · d8 donna del nero · f8 torre del nero · g8 re del nero · b7 alfiere del nero · c7 pedone del nero · e7 alfiere del nero · f7 pedone del nero · g7 pedone del nero · h7 pedone del nero · a6 pedone del nero · c6 cavallo del nero · d6 pedone del nero · f6 cavallo del nero · b5 pedone del nero · e5 pedone del nero · e4 pedone del bianco · b3 alfiere del bianco · c3 pedone del bianco · f3 cavallo del bianco · h3 pedone del bianco · a2 pedone del bianco · b2 pedone del bianco · d2 pedone del bianco · f2 pedone del bianco · g2 pedone del bianco · a1 torre del bianco · b1 cavallo del bianco · c1 alfiere del bianco · d1 donna del bianco · e1 torre del bianco · g1 re del bianco | a8 torre del nero · d8 donna del nero · f8 torre del nero · g8 re del nero · b7 alfiere del nero · c7 pedone del nero · e7 alfiere del nero · f7 pedone del nero · g7 pedone del nero · h7 pedone del nero · a6 pedone del nero · c6 cavallo del nero · d6 pedone del nero · f6 cavallo del nero · b5 pedone del nero · e5 pedone del nero · e4 pedone del bianco · b3 alfiere del bianco · c3 pedone del bianco · f3 cavallo del bianco · h3 pedone del bianco · a2 pedone del bianco · b2 pedone del bianco · d2 pedone del bianco · f2 pedone del bianco · g2 pedone del bianco · a1 torre del bianco · b1 cavallo del bianco · c1 alfiere del bianco · d1 donna del bianco · e1 torre del bianco · g1 re del bianco | a8 torre del nero · d8 donna del nero · f8 torre del nero · g8 re del nero · b7 alfiere del nero · c7 pedone del nero · e7 alfiere del nero · f7 pedone del nero · g7 pedone del nero · h7 pedone del nero · a6 pedone del nero · c6 cavallo del nero · d6 pedone del nero · f6 cavallo del nero · b5 pedone del nero · e5 pedone del nero · e4 pedone del bianco · b3 alfiere del bianco · c3 pedone del bianco · f3 cavallo del bianco · h3 pedone del bianco · a2 pedone del bianco · b2 pedone del bianco · d2 pedone del bianco · f2 pedone del bianco · g2 pedone del bianco · a1 torre del bianco · b1 cavallo del bianco · c1 alfiere del bianco · d1 donna del bianco · e1 torre del bianco · g1 re del bianco | a8 torre del nero · d8 donna del nero · f8 torre del nero · g8 re del nero · b7 alfiere del nero · c7 pedone del nero · e7 alfiere del nero · f7 pedone del nero · g7 pedone del nero · h7 pedone del nero · a6 pedone del nero · c6 cavallo del nero · d6 pedone del nero · f6 cavallo del nero · b5 pedone del nero · e5 pedone del nero · e4 pedone del bianco · b3 alfiere del bianco · c3 pedone del bianco · f3 cavallo del bianco · h3 pedone del bianco · a2 pedone del bianco · b2 pedone del bianco · d2 pedone del bianco · f2 pedone del bianco · g2 pedone del bianco · a1 torre del bianco · b1 cavallo del bianco · c1 alfiere del bianco · d1 donna del bianco · e1 torre del bianco · g1 re del bianco | a8 torre del nero · d8 donna del nero · f8 torre del nero · g8 re del nero · b7 alfiere del nero · c7 pedone del nero · e7 alfiere del nero · f7 pedone del nero · g7 pedone del nero · h7 pedone del nero · a6 pedone del nero · c6 cavallo del nero · d6 pedone del nero · f6 cavallo del nero · b5 pedone del nero · e5 pedone del nero · e4 pedone del bianco · b3 alfiere del bianco · c3 pedone del bianco · f3 cavallo del bianco · h3 pedone del bianco · a2 pedone del bianco · b2 pedone del bianco · d2 pedone del bianco · f2 pedone del bianco · g2 pedone del bianco · a1 torre del bianco · b1 cavallo del bianco · c1 alfiere del bianco · d1 donna del bianco · e1 torre del bianco · g1 re del bianco | a8 torre del nero · d8 donna del nero · f8 torre del nero · g8 re del nero · b7 alfiere del nero · c7 pedone del nero · e7 alfiere del nero · f7 pedone del nero · g7 pedone del nero · h7 pedone del nero · a6 pedone del nero · c6 cavallo del nero · d6 pedone del nero · f6 cavallo del nero · b5 pedone del nero · e5 pedone del nero · e4 pedone del bianco · b3 alfiere del bianco · c3 pedone del bianco · f3 cavallo del bianco · h3 pedone del bianco · a2 pedone del bianco · b2 pedone del bianco · d2 pedone del bianco · f2 pedone del bianco · g2 pedone del bianco · a1 torre del bianco · b1 cavallo del bianco · c1 alfiere del bianco · d1 donna del bianco · e1 torre del bianco · g1 re del bianco | a8 torre del nero · d8 donna del nero · f8 torre del nero · g8 re del nero · b7 alfiere del nero · c7 pedone del nero · e7 alfiere del nero · f7 pedone del nero · g7 pedone del nero · h7 pedone del nero · a6 pedone del nero · c6 cavallo del nero · d6 pedone del nero · f6 cavallo del nero · b5 pedone del nero · e5 pedone del nero · e4 pedone del bianco · b3 alfiere del bianco · c3 pedone del bianco · f3 cavallo del bianco · h3 pedone del bianco · a2 pedone del bianco · b2 pedone del bianco · d2 pedone del bianco · f2 pedone del bianco · g2 pedone del bianco · a1 torre del bianco · b1 cavallo del bianco · c1 alfiere del bianco · d1 donna del bianco · e1 torre del bianco · g1 re del bianco | 3 |
| 2 | a8 torre del nero · d8 donna del nero · f8 torre del nero · g8 re del nero · b7 alfiere del nero · c7 pedone del nero · e7 alfiere del nero · f7 pedone del nero · g7 pedone del nero · h7 pedone del nero · a6 pedone del nero · c6 cavallo del nero · d6 pedone del nero · f6 cavallo del nero · b5 pedone del nero · e5 pedone del nero · e4 pedone del bianco · b3 alfiere del bianco · c3 pedone del bianco · f3 cavallo del bianco · h3 pedone del bianco · a2 pedone del bianco · b2 pedone del bianco · d2 pedone del bianco · f2 pedone del bianco · g2 pedone del bianco · a1 torre del bianco · b1 cavallo del bianco · c1 alfiere del bianco · d1 donna del bianco · e1 torre del bianco · g1 re del bianco | a8 torre del nero · d8 donna del nero · f8 torre del nero · g8 re del nero · b7 alfiere del nero · c7 pedone del nero · e7 alfiere del nero · f7 pedone del nero · g7 pedone del nero · h7 pedone del nero · a6 pedone del nero · c6 cavallo del nero · d6 pedone del nero · f6 cavallo del nero · b5 pedone del nero · e5 pedone del nero · e4 pedone del bianco · b3 alfiere del bianco · c3 pedone del bianco · f3 cavallo del bianco · h3 pedone del bianco · a2 pedone del bianco · b2 pedone del bianco · d2 pedone del bianco · f2 pedone del bianco · g2 pedone del bianco · a1 torre del bianco · b1 cavallo del bianco · c1 alfiere del bianco · d1 donna del bianco · e1 torre del bianco · g1 re del bianco | a8 torre del nero · d8 donna del nero · f8 torre del nero · g8 re del nero · b7 alfiere del nero · c7 pedone del nero · e7 alfiere del nero · f7 pedone del nero · g7 pedone del nero · h7 pedone del nero · a6 pedone del nero · c6 cavallo del nero · d6 pedone del nero · f6 cavallo del nero · b5 pedone del nero · e5 pedone del nero · e4 pedone del bianco · b3 alfiere del bianco · c3 pedone del bianco · f3 cavallo del bianco · h3 pedone del bianco · a2 pedone del bianco · b2 pedone del bianco · d2 pedone del bianco · f2 pedone del bianco · g2 pedone del bianco · a1 torre del bianco · b1 cavallo del bianco · c1 alfiere del bianco · d1 donna del bianco · e1 torre del bianco · g1 re del bianco | a8 torre del nero · d8 donna del nero · f8 torre del nero · g8 re del nero · b7 alfiere del nero · c7 pedone del nero · e7 alfiere del nero · f7 pedone del nero · g7 pedone del nero · h7 pedone del nero · a6 pedone del nero · c6 cavallo del nero · d6 pedone del nero · f6 cavallo del nero · b5 pedone del nero · e5 pedone del nero · e4 pedone del bianco · b3 alfiere del bianco · c3 pedone del bianco · f3 cavallo del bianco · h3 pedone del bianco · a2 pedone del bianco · b2 pedone del bianco · d2 pedone del bianco · f2 pedone del bianco · g2 pedone del bianco · a1 torre del bianco · b1 cavallo del bianco · c1 alfiere del bianco · d1 donna del bianco · e1 torre del bianco · g1 re del bianco | a8 torre del nero · d8 donna del nero · f8 torre del nero · g8 re del nero · b7 alfiere del nero · c7 pedone del nero · e7 alfiere del nero · f7 pedone del nero · g7 pedone del nero · h7 pedone del nero · a6 pedone del nero · c6 cavallo del nero · d6 pedone del nero · f6 cavallo del nero · b5 pedone del nero · e5 pedone del nero · e4 pedone del bianco · b3 alfiere del bianco · c3 pedone del bianco · f3 cavallo del bianco · h3 pedone del bianco · a2 pedone del bianco · b2 pedone del bianco · d2 pedone del bianco · f2 pedone del bianco · g2 pedone del bianco · a1 torre del bianco · b1 cavallo del bianco · c1 alfiere del bianco · d1 donna del bianco · e1 torre del bianco · g1 re del bianco | a8 torre del nero · d8 donna del nero · f8 torre del nero · g8 re del nero · b7 alfiere del nero · c7 pedone del nero · e7 alfiere del nero · f7 pedone del nero · g7 pedone del nero · h7 pedone del nero · a6 pedone del nero · c6 cavallo del nero · d6 pedone del nero · f6 cavallo del nero · b5 pedone del nero · e5 pedone del nero · e4 pedone del bianco · b3 alfiere del bianco · c3 pedone del bianco · f3 cavallo del bianco · h3 pedone del bianco · a2 pedone del bianco · b2 pedone del bianco · d2 pedone del bianco · f2 pedone del bianco · g2 pedone del bianco · a1 torre del bianco · b1 cavallo del bianco · c1 alfiere del bianco · d1 donna del bianco · e1 torre del bianco · g1 re del bianco | a8 torre del nero · d8 donna del nero · f8 torre del nero · g8 re del nero · b7 alfiere del nero · c7 pedone del nero · e7 alfiere del nero · f7 pedone del nero · g7 pedone del nero · h7 pedone del nero · a6 pedone del nero · c6 cavallo del nero · d6 pedone del nero · f6 cavallo del nero · b5 pedone del nero · e5 pedone del nero · e4 pedone del bianco · b3 alfiere del bianco · c3 pedone del bianco · f3 cavallo del bianco · h3 pedone del bianco · a2 pedone del bianco · b2 pedone del bianco · d2 pedone del bianco · f2 pedone del bianco · g2 pedone del bianco · a1 torre del bianco · b1 cavallo del bianco · c1 alfiere del bianco · d1 donna del bianco · e1 torre del bianco · g1 re del bianco | a8 torre del nero · d8 donna del nero · f8 torre del nero · g8 re del nero · b7 alfiere del nero · c7 pedone del nero · e7 alfiere del nero · f7 pedone del nero · g7 pedone del nero · h7 pedone del nero · a6 pedone del nero · c6 cavallo del nero · d6 pedone del nero · f6 cavallo del nero · b5 pedone del nero · e5 pedone del nero · e4 pedone del bianco · b3 alfiere del bianco · c3 pedone del bianco · f3 cavallo del bianco · h3 pedone del bianco · a2 pedone del bianco · b2 pedone del bianco · d2 pedone del bianco · f2 pedone del bianco · g2 pedone del bianco · a1 torre del bianco · b1 cavallo del bianco · c1 alfiere del bianco · d1 donna del bianco · e1 torre del bianco · g1 re del bianco | 2 |
| 1 | a8 torre del nero · d8 donna del nero · f8 torre del nero · g8 re del nero · b7 alfiere del nero · c7 pedone del nero · e7 alfiere del nero · f7 pedone del nero · g7 pedone del nero · h7 pedone del nero · a6 pedone del nero · c6 cavallo del nero · d6 pedone del nero · f6 cavallo del nero · b5 pedone del nero · e5 pedone del nero · e4 pedone del bianco · b3 alfiere del bianco · c3 pedone del bianco · f3 cavallo del bianco · h3 pedone del bianco · a2 pedone del bianco · b2 pedone del bianco · d2 pedone del bianco · f2 pedone del bianco · g2 pedone del bianco · a1 torre del bianco · b1 cavallo del bianco · c1 alfiere del bianco · d1 donna del bianco · e1 torre del bianco · g1 re del bianco | a8 torre del nero · d8 donna del nero · f8 torre del nero · g8 re del nero · b7 alfiere del nero · c7 pedone del nero · e7 alfiere del nero · f7 pedone del nero · g7 pedone del nero · h7 pedone del nero · a6 pedone del nero · c6 cavallo del nero · d6 pedone del nero · f6 cavallo del nero · b5 pedone del nero · e5 pedone del nero · e4 pedone del bianco · b3 alfiere del bianco · c3 pedone del bianco · f3 cavallo del bianco · h3 pedone del bianco · a2 pedone del bianco · b2 pedone del bianco · d2 pedone del bianco · f2 pedone del bianco · g2 pedone del bianco · a1 torre del bianco · b1 cavallo del bianco · c1 alfiere del bianco · d1 donna del bianco · e1 torre del bianco · g1 re del bianco | a8 torre del nero · d8 donna del nero · f8 torre del nero · g8 re del nero · b7 alfiere del nero · c7 pedone del nero · e7 alfiere del nero · f7 pedone del nero · g7 pedone del nero · h7 pedone del nero · a6 pedone del nero · c6 cavallo del nero · d6 pedone del nero · f6 cavallo del nero · b5 pedone del nero · e5 pedone del nero · e4 pedone del bianco · b3 alfiere del bianco · c3 pedone del bianco · f3 cavallo del bianco · h3 pedone del bianco · a2 pedone del bianco · b2 pedone del bianco · d2 pedone del bianco · f2 pedone del bianco · g2 pedone del bianco · a1 torre del bianco · b1 cavallo del bianco · c1 alfiere del bianco · d1 donna del bianco · e1 torre del bianco · g1 re del bianco | a8 torre del nero · d8 donna del nero · f8 torre del nero · g8 re del nero · b7 alfiere del nero · c7 pedone del nero · e7 alfiere del nero · f7 pedone del nero · g7 pedone del nero · h7 pedone del nero · a6 pedone del nero · c6 cavallo del nero · d6 pedone del nero · f6 cavallo del nero · b5 pedone del nero · e5 pedone del nero · e4 pedone del bianco · b3 alfiere del bianco · c3 pedone del bianco · f3 cavallo del bianco · h3 pedone del bianco · a2 pedone del bianco · b2 pedone del bianco · d2 pedone del bianco · f2 pedone del bianco · g2 pedone del bianco · a1 torre del bianco · b1 cavallo del bianco · c1 alfiere del bianco · d1 donna del bianco · e1 torre del bianco · g1 re del bianco | a8 torre del nero · d8 donna del nero · f8 torre del nero · g8 re del nero · b7 alfiere del nero · c7 pedone del nero · e7 alfiere del nero · f7 pedone del nero · g7 pedone del nero · h7 pedone del nero · a6 pedone del nero · c6 cavallo del nero · d6 pedone del nero · f6 cavallo del nero · b5 pedone del nero · e5 pedone del nero · e4 pedone del bianco · b3 alfiere del bianco · c3 pedone del bianco · f3 cavallo del bianco · h3 pedone del bianco · a2 pedone del bianco · b2 pedone del bianco · d2 pedone del bianco · f2 pedone del bianco · g2 pedone del bianco · a1 torre del bianco · b1 cavallo del bianco · c1 alfiere del bianco · d1 donna del bianco · e1 torre del bianco · g1 re del bianco | a8 torre del nero · d8 donna del nero · f8 torre del nero · g8 re del nero · b7 alfiere del nero · c7 pedone del nero · e7 alfiere del nero · f7 pedone del nero · g7 pedone del nero · h7 pedone del nero · a6 pedone del nero · c6 cavallo del nero · d6 pedone del nero · f6 cavallo del nero · b5 pedone del nero · e5 pedone del nero · e4 pedone del bianco · b3 alfiere del bianco · c3 pedone del bianco · f3 cavallo del bianco · h3 pedone del bianco · a2 pedone del bianco · b2 pedone del bianco · d2 pedone del bianco · f2 pedone del bianco · g2 pedone del bianco · a1 torre del bianco · b1 cavallo del bianco · c1 alfiere del bianco · d1 donna del bianco · e1 torre del bianco · g1 re del bianco | a8 torre del nero · d8 donna del nero · f8 torre del nero · g8 re del nero · b7 alfiere del nero · c7 pedone del nero · e7 alfiere del nero · f7 pedone del nero · g7 pedone del nero · h7 pedone del nero · a6 pedone del nero · c6 cavallo del nero · d6 pedone del nero · f6 cavallo del nero · b5 pedone del nero · e5 pedone del nero · e4 pedone del bianco · b3 alfiere del bianco · c3 pedone del bianco · f3 cavallo del bianco · h3 pedone del bianco · a2 pedone del bianco · b2 pedone del bianco · d2 pedone del bianco · f2 pedone del bianco · g2 pedone del bianco · a1 torre del bianco · b1 cavallo del bianco · c1 alfiere del bianco · d1 donna del bianco · e1 torre del bianco · g1 re del bianco | a8 torre del nero · d8 donna del nero · f8 torre del nero · g8 re del nero · b7 alfiere del nero · c7 pedone del nero · e7 alfiere del nero · f7 pedone del nero · g7 pedone del nero · h7 pedone del nero · a6 pedone del nero · c6 cavallo del nero · d6 pedone del nero · f6 cavallo del nero · b5 pedone del nero · e5 pedone del nero · e4 pedone del bianco · b3 alfiere del bianco · c3 pedone del bianco · f3 cavallo del bianco · h3 pedone del bianco · a2 pedone del bianco · b2 pedone del bianco · d2 pedone del bianco · f2 pedone del bianco · g2 pedone del bianco · a1 torre del bianco · b1 cavallo del bianco · c1 alfiere del bianco · d1 donna del bianco · e1 torre del bianco · g1 re del bianco | 1 |
|   | a | b | c | d | e | f | g | h |   |

Tra i migliori risultati di torneo il 2º posto a Polanica-Zdrój nel 1970 e a Dubna nel 1976, e il 1º posto a Quito nel 1976.
Ottenne il titolo di Grande maestro nel 1976.

## Allenatore
Verso la fine degli anni Settanta, dopo la morte di Semën Furman, divenne uno dei principali allenatori di Anatolij Karpov. Fu uno dei suoi secondi in numerosi match di campionato mondiale, compresi quelli contro Garri Kasparov dal 1984 al 1990.
Nel 2006 la FIDE gli ha riconosciuto il titolo di "FIDE Senior Trainer".

## Teoria
Un'importante variante della partita Spagnola, chiamata "Flohr-Zajcev", prende il suo nome e quello di Salo Flohr:

1. e4 e5 2. Cf3 Cc6 3. Ab5 a6 4. Aa4 Cf6 5. 0-0 Ae7 6. Te1 b5 7. Ab3 d6 8. c3 0-0 9. h3 Ab7
È stata impiegata con successo da molti campioni, tra i quali Anatolij Karpov.